# 王中皇
王中皇（1959年12月18日—），台灣男演員，綽號"濶嘴仔"，多飾演反派角色而走紅電視圈，以其「招牌笑聲」聞名，讓影迷又愛又恨。

## 簡介

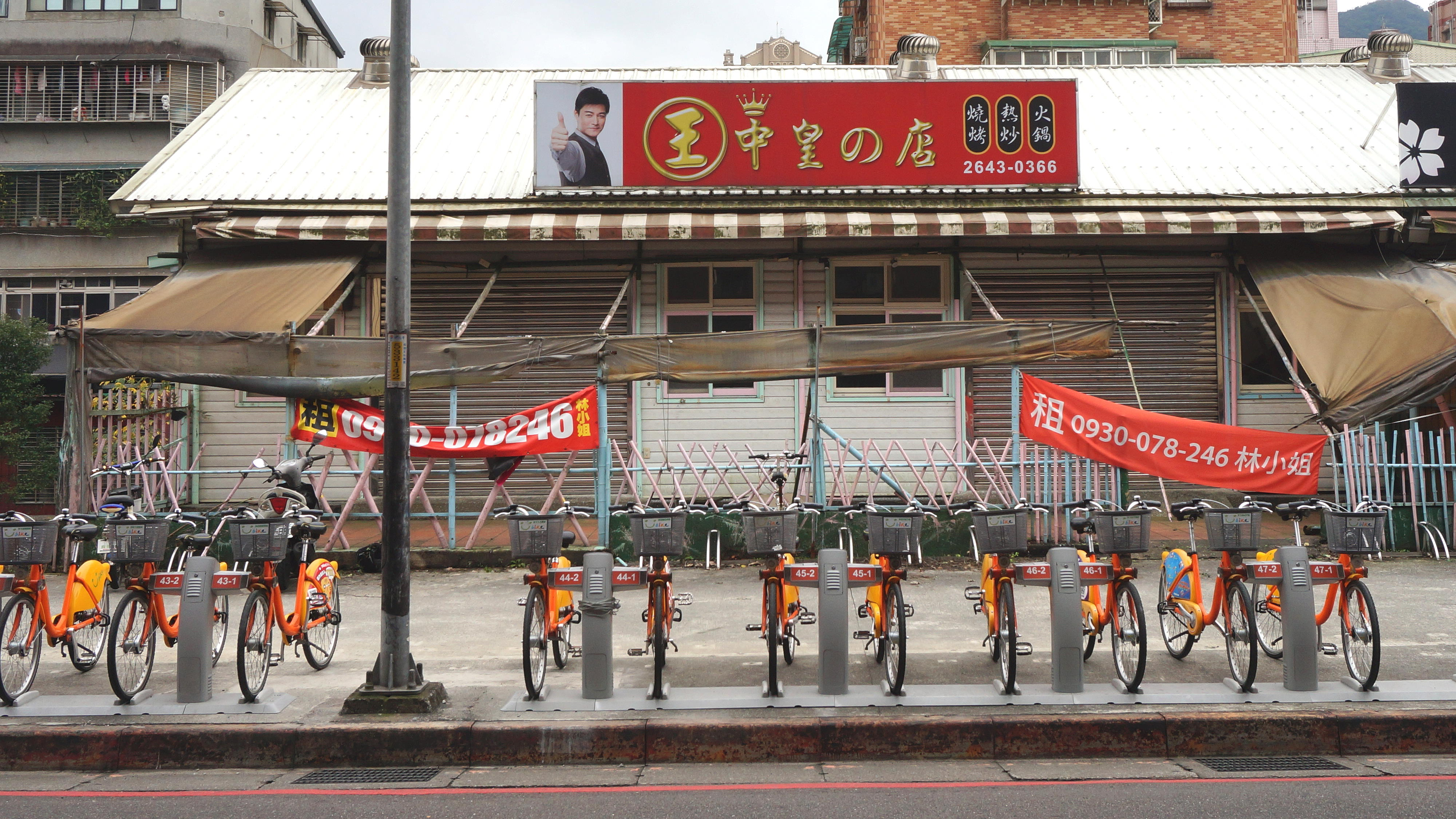
王中皇的店

曾為中華民國陸軍101兩棲偵察營第17期的儲訓隊教官。退役後轉當演員。早年在著名台劇包青天飾演宋仁宗而走紅，及後在驚世媳婦出演大反派張金源轟動台灣，此後多出演反派角色為主，在2012年民視八點檔風水世家中飾演王金虎一角，憑角色獨特的招牌笑聲增加不少年輕影迷，使王中皇曾有意註冊聲音商標。
曾於新北市汐止區汐科路鐵皮屋經營餐廳「王中皇的店」，2019年歇業。

## 電視劇
| 時間   | 劇名                             | 飾演         |
| 1989年 | 《天眼》                         | 王中皇       |
| 1990年 | 《洗錢》                         | 王中皇       |
| 1992年 | 《緣》                           | 蔡武雄       |
| 1993年 | 《包青天》                       | 宋仁宗       |
| 1993年 | 《大地勇士》                     | 孫安邦       |
| 1994年 | 《秦俑》                         | 萬長風       |
| 1995年 | 《驚世媳婦》                     | 張金源       |
| 1995年 | 《男子漢大豆腐》                 | 林冠成       |
| 1995年 | 《媽祖拜觀音》                   | 柯天賜       |
| 1996年 | 《大家有緣》                     | 方萬春       |
| 1997年 | 《嘉慶君遊台灣》                 | 賴寶山劉善財 |
| 1997年 | 《根》                           | 紀天俊       |
| 1998年 | 《世間父母》                     | 林源         |
| 1998年 | 《舉頭三尺有神明》真假仙         | 何慶生       |
| 1998年 | 《舉頭三尺有神明》借人還魂       | 林隆成       |
| 1998年 | 《千金媳婦萬金孫》               | 天賜         |
| 1999年 | 《乞丐郎君千金女》               | 高伯宣       |
| 2000年 | 《雙面情人》                     | 李君堯       |
| 2000年 | 《九龍傳說》                     | 蕭涼         |
| 2000年 | 《将心比心》                     | 吕启明       |
| 2000年 | 《飛龍在天》                     | 海霸天       |
| 2001年 | 《金枝玉葉》                     | 廖春生       |
| 2002年 | 《真情檔案》                     | 康思遠       |
| 2002年 | 《愛情風味屋》                   | 葉順青       |
| 2002年 | 《雙面教父》                     | 蘇建龍       |
| 2002年 | 《移山倒海樊梨花》               | 鐵板道人     |
| 2003年 | 《天地有情》                     | 郭朝揚       |
| 2003年 | 《美夢成真》                     | 江海         |
| 2003年 | 《江南媳婦之真愛一世情》         | 廖建豪       |
| 2004年 | 《台灣龍捲風》                   | 陳定一       |
| 2004年 | 《慾望人生》                     | 柯冠風       |
| 2004年 | 《野球風雲》                     | 林再生       |
| 2005年 | 《舊情綿綿》                     | 阿泰         |
| 2005年 | 《金色摩天輪》                   | 趙坤成       |
| 2006年 | 《天下第一味》                   | 賴金發       |
| 2006年 | 《我愛我夫我愛子》               | 胡大海       |
| 2006年 | 《貞愛人生》                     | 洪泰山       |
| 2006年 | 《祖師爺的女兒》                 | 蘇慶堂       |
| 2006年 | 《驚異傳奇》上道                 | 姜彤領班     |
| 2007年 | 《神機妙算劉伯溫-怒犯天條》      | 朱勝德       |
| 2008年 | 《神機妙算劉伯溫-南巫里國》      | 東涌         |
| 2008年 | 《天上聖母媽祖》                 | 阿義師       |
| 2008年 | 《冬筍的滋味》                   | 許靜一       |
| 2008年 | 《懷玉傳奇 千金媽祖》            | 歐貫日       |
| 2009年 | 《帶上婆婆嫁》                   | 詹盛隆       |
| 2009年 | 《水色嘉南》                     | 鈴木健二     |
| 2010年 | 《情義月光》                     | 謝文欽       |
| 2011年 | 《團圓》                         | 金霸         |
| 2012年 | 《巔峰時代》                     | 簡士信       |
| 2012年 | 《雨夜花》                       | 馬沙老大     |
| 2012年 | 《風水世家》                     | 王金虎       |
| 2012年 | 《望海的女人》                   | 謝村長       |
| 2013年 | 《手心外的天空》                 | 陳永章       |
| 2014年 | 《艋舺的女人》                   | NOBU         |
| 2014年 | 《廉政英雄》迎戰強權             | 葉土城       |
| 2015年 | 《永不放棄》                     | 李當和       |
| 2015年 | 《廉政英雄-駭客任務/永遠不回頭》 | 劉光誠       |
| 2015年 | 《嫁妝》                         | 宋民輝       |
| 2016年 | 《新娘嫁到》                     | 總經理       |
| 2016年 | 《来自未來的史密特》             | 史東明       |
| 2017年 | 《幸福來了》                     | 李三郎(阔嘴) |
| 2018年 | 《大時代》                       | 王正富       |
| 2020年 | 《多情城市》                     | 趙四海       |
| 2022年 | 《市井豪門》                     | 吳水旺       |
| 2022年 | 《台灣X檔案》                    | 黃道明       |
| 2023年 | 《天道》                         | 武輝煌       |
| 2023年 | 《搜尋者》                       | 陸龍山       |
| 2024年 | 《Q18量子預言》                  | 副院長       |
| 2024年 | 《人生清理員》                   | 虎哥         |
| 2024年 | 《戲說台灣-關聖帝君護龍脈》      | 關聖帝君     |
| 2025年 | 《火車來去》                     | 賣藥人       |

## 電影
- 1993年《情慾世界》
- 2000年《靈與慾》
- 2016年《極樂宿舍》飾 羅英才
- 2020年《逃出立法院》飾 李國忠
- 2025年《器子》飾

## 音樂錄影帶
- 2020年 這群人《做到死》
- 2024年 FunkyMo《芭樂》

## 廣告
- 《全多祿》經典台詞：「怎麼全都咳啦」

## 外部連結
- 王中皇在互联网电影资料库（IMDb）上的資料（英文）（英文）
- 王中皇在香港影庫上的簡介
- 王中皇在豆瓣上的资料（简体中文）
- 王中皇在时光网上的簡介（简体中文）
- （页面存档备份，存于）

1. ↑  三立台劇. . facebook. 2023-08-30  [2023-09-02] （中文）.[]